# مايكل هيل
مايكل هيل (بالإنجليزية: Michael Hill) هو رائد أعمال نيوزيلندي، ولد في 23 ديسمبر 1938 في وانغاري في نيوزيلندا.